# Цилам-Гонсалес (муниципалитет)
Цилам-Гонсалес (исп. Dzilam González) — муниципалитет в Мексике, штат Юкатан, с административным центром в одноимённом посёлке. Численность населения, по данным переписи 2010 года, составила 5905 человек.

## Общие сведения
Название Dzilam с майяйского языка можно перевести как голая местность.
Площадь муниципалитета равна 506 км², что составляет 1,27 % от общей площади штата, а наивысшая точка — 4 метра над уровнем моря, расположена в поселении Чанкалотмуль.
Он граничит с другими муниципалитетами Юкатана: на севере Цилам-де-Браво, на востоке с Панаба́, на юге с Букцоцем и Темашем, и на западе с Цицантуном.

## Учреждение и состав
Муниципалитет был образован в 1900 году, в его состав входит 12 населённых пунктов, самым крупным из которых является административный центр:
| Код INEGI | Населённый пункт                                                                               | Численность населения (2005 год) | Численность населения (2010 год) |
| --------- | ---------------------------------------------------------------------------------------------- | -------------------------------- | -------------------------------- |
| 029       | Всего                                                                                          | 5841                             | 5905                             |
| 0001      | Цилам-Гонсалес (исп. Dzilam González) 21°16′48″ с. ш. 88°55′45″ з. д. (административный центр) | 5798                             | 5875                             |
| 0061      | Сан-Пабло (исп. San Pablo) 21°20′07″ с. ш. 88°48′14″ з. д.                                     | —                                | 6                                |
| 0034      | Сонора (исп. Sonora) 21°23′29″ с. ш. 88°34′00″ з. д.                                           | —                                | 5                                |
| 0058      | Сан-Маркос (исп. San Marcos) 21°16′17″ с. ш. 88°57′41″ з. д.                                   | 6                                | —                                |
| —         | Прочие                                                                                         | 29                               | 19                               |

## Экономика
По статистическим данным 2000 года, работоспособное население занято по секторам экономики в следующих пропорциях:
- сельское хозяйство и скотоводство — 57,7 %;
- торговля, сферы услуг и туризма — 28,1 %;
- производство и строительство — 12,9 %;
- безработные — 1,3 %.

## Инфраструктура
По статистическим данным 2010 года, инфраструктура развита следующим образом:
- электрификация: 98 %;
- водоснабжение: 91,7 %;
- водоотведение: 76,2 %.

## Фотографии

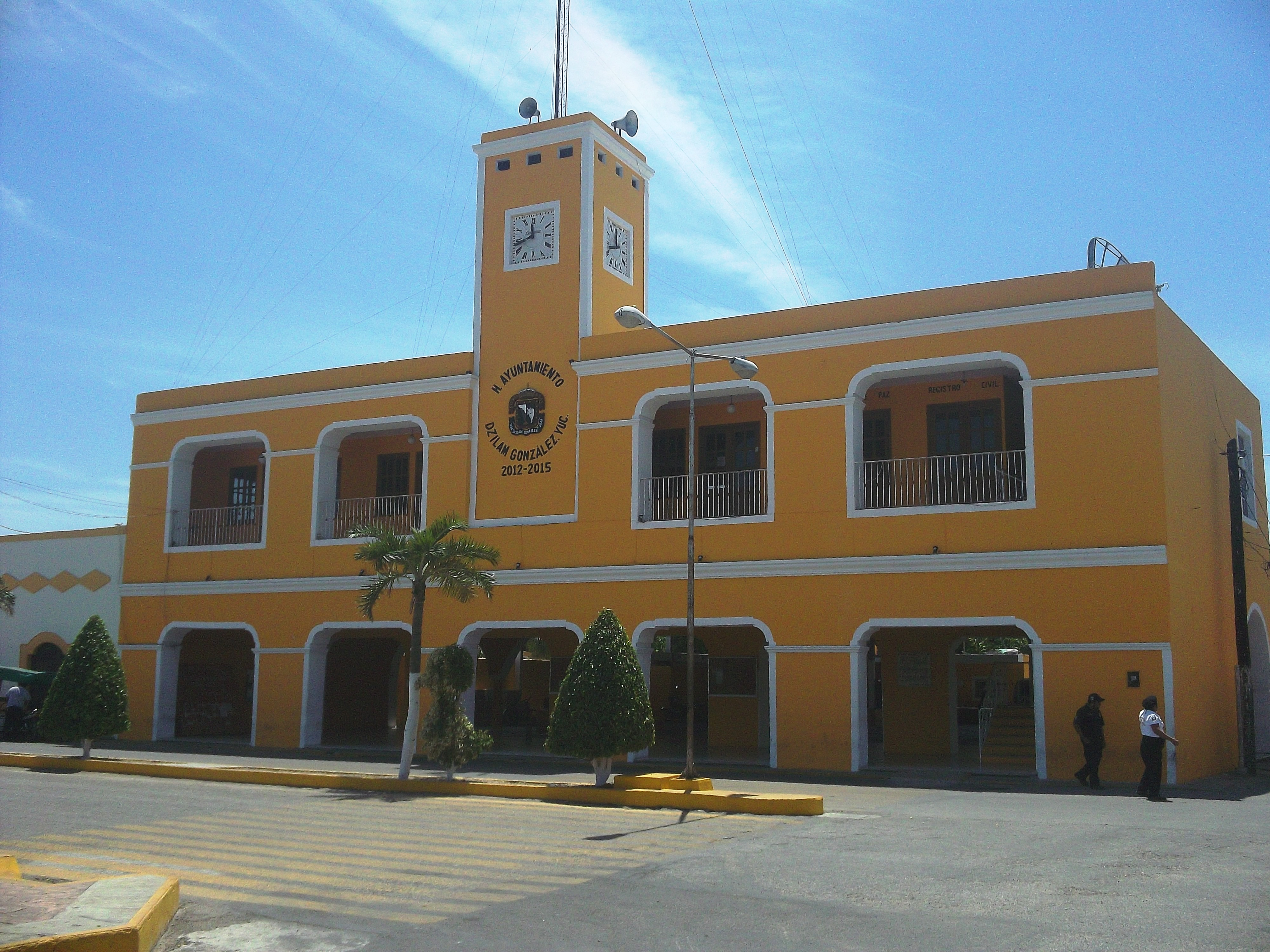
Здание администрации
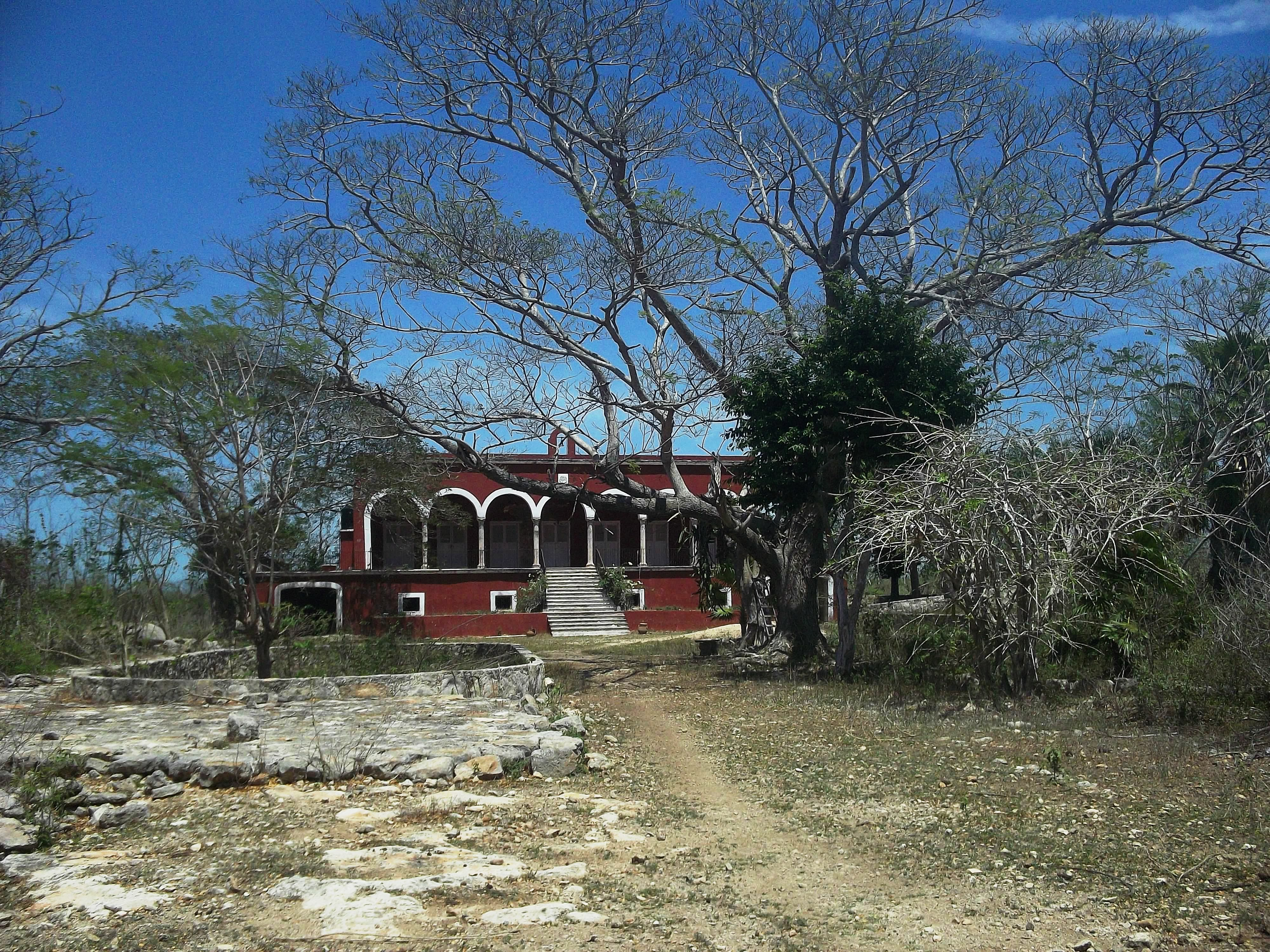
Заброшенная асьенда Чукмичен
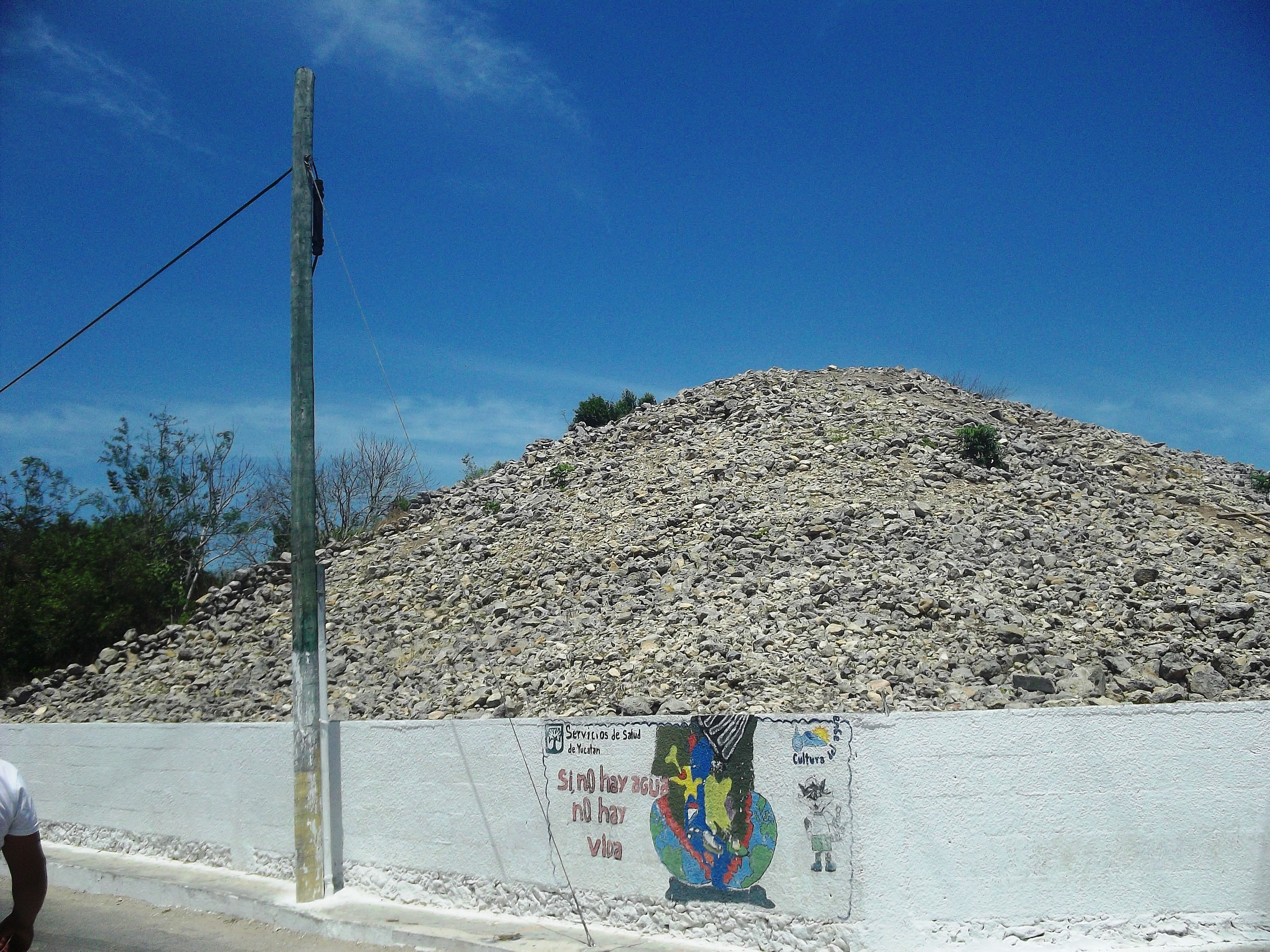
Курган цивилизации майя